# Прозрачные тетры
Прозрачные тетры (лат. Prionobrama) — род тропических пресноводных лучепёрых рыб семейства харациновых. Обитают в пресных водоёмах тропиков Южной Америки. Длина тела 5—6 см.

## Виды
В состав рода включают два вида:
- Prionobrama filigera (Cope, 1870) — Стекловидная тетра
- Prionobrama paraguayensis (Eigenmann, 1914)